# Sten Veige
Sten Gunnar Veige, född 8 oktober 1921 i Asker i Norge, död 25 oktober 1999 i Helsingborg, var en norsk-svensk civilingenjör, målare och tecknare. 
Vid sidan av sitt arbete som ingenjör var Veige verksam som konstnär. Han medverkade i samlingsutställningar med Helsingborgs konstförening på Vikingbergs konstmuseum under 1940-talet. Hans konst består av oljemålningar och teckningar utförda i färg eller tusch.